# Lisardo Rubio
Lisardo Rubio Fernández (Nayarona (Camponaraya, Lleó) 1915 - 2006) va ser un filòleg espanyol.
Llicenciat a Salamanca i Doctor a Madrid, va pertànyer a la primera promoció del mestre de la filologia clàssica espanyola, Antonio Tovar. Va ser catedràtic de filologia llatina a la Universitat de Barcelona des de 1950 a 1967] i a la Universidad Complutense de Madrid des de llavors fins a jubilar-se l'any 1985.
La seva obra més llegida és la Introducción a la sintaxis estructural del latín on explica amb èxit la metodologia de l'estructuralisme lingüístic a la sintaxi llatina. Destaquen les seves traduccions de novel·la romana: L'ase d'or d'Apuleu i El satiricó de Petroni.

## Obres
- Los Balbos y el Imperio Romano. Buenos Aires: Anales de Historia Antigua y Medieval, 1949. Tesi doctoral.
- – i Virgilio Bejarano. Documenta ad linguae latinae historiam illustrandam. Madrid: CSIC, 1955.
- Introducción a la sintaxis estructural del latín. Barcelona: Ariel, 1966 (vol. I) i 1976 (vol. II).
- Apuleyo. El asno de oro. Introducció, traducció i notes, Lisardo Rubio Fernández. Madrid: Biblioteca Clásica Gredos, 1978.
- – i Pilar Saquero Suárez-Somonte. Latín. Saragossa: Luis Vives, 1979.
- Catálogo de los manuscritos clásicos latinos existentes en España. Madrid: Editorial de la Universidad Complutense, 1984.
- – i Tomás González Rolán. Nueva gramática latina. Madrid: Coloquio, 1985.
- Terencio. Comedias. Text revisat i traduït per Lisardo Rubio. Madrid: Consejo Superior de Investigaciones Científicas, 1991.
- Petronio. El satiricón. Introducció, traducció i notes de Lisardo Rubio Fernández. Madrid: Biblioteca Clásica Gredos, 1978.
- Nueva sintaxis latina simplificada. Madrid: Ediciones Clásicas, 1995.